# Frukito
Frukito é uma bebida classificada como repositor energético fabricado pela empresa Bebidas Fruki S.A.. Atualmente o produto responde por 35% do mercado de repositores energéticos no Estado do Rio Grande do Sul e é comercializado nas versões de embalagens PET 2L e 500ml. 

## Variações da marca
Frukito é fabricado nos sabores:
- Frukito Frutas Cítricas, lançado em abril de 2002. O sabor, é uma mistura de laranja, limão e tangerina.

- Frukito Frutas Vermelhas, lançado comercialmente em 2003, mistura de morango, maçã e goiaba.

- Frukito Frutas Tropicais – Mistura de acerola, abacaxi e maracujá(ano de lançamento 2003).

- Frukito Uva.